# Endoscopie digestive haute

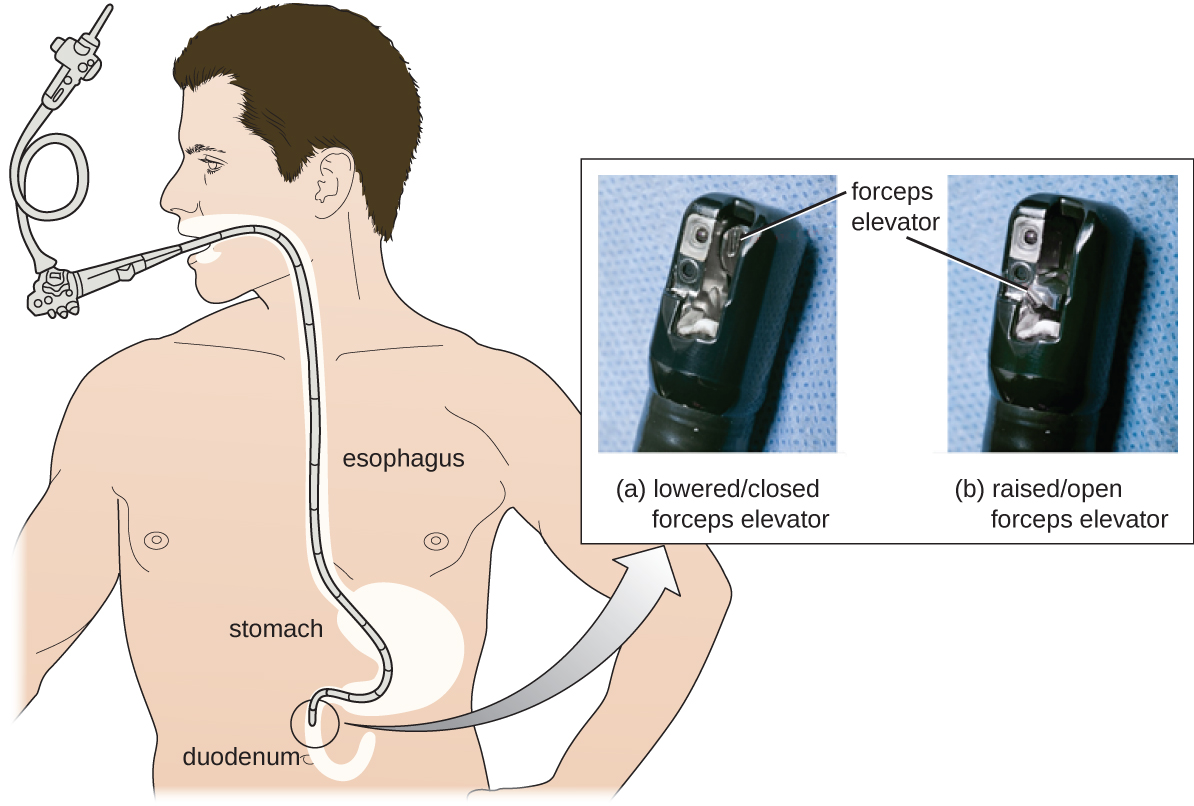
Schéma d'une endoscopie digestive haute.

Une endoscopie digestive haute, ou fibroscopie œso-gastro-duodénale (FOGD), ou œsogastroduodénoscopie, ou gastroscopie, est un examen endoscopique servant à visualiser l'œsophage, l'estomac et le duodénum. 

## Description
Des biopsies peuvent etre réalisées lors d'une  endoscopie digestive haute. On y a recours fréquemment pour rechercher des lésions inflammatoires, un ulcère de l'estomac ou du duodénum, ou encore des lésions cancéreuses.
Des gestes thérapeutiques peuvent également être faits, comme l'hémostase d'une lésion responsable d'une hémorragie digestive.